# 7747 Michałowski
7747 Michałowski là một tiểu hành tinh vành đai chính với chu kỳ quỹ đạo là 1269.4834412 ngày (3.48 năm). Nó được đặt theo tên Polish nhà thiên văn học Tadeusz Michałowski (born 1954). Nó được phát hiện ngày 19 tháng 9 năm 1987.